# Miroslav Šašek
Miroslav Šašek (18. listopadu 1916 Praha – 28. května 1980 Wettingen, Švýcarsko) byl český spisovatel a ilustrátor žijící v zahraničí. Proslavil se zejména řadou knih pro děti nazvaných This Is..., které podepisoval M. Sasek.

## Život
Miroslav Šašek se narodil v Praze na Žižkově. Po absolvování reálky se v roce 1938 zapsal na fakultu architektury ČVUT v Praze. Mezi Šaškovy zájmy v té době kromě kreslení patřila i bezmotorová letadla (byl členem Aeroklubu Raná) a cestování. V letech 1938 a 1939 navštívil Francii, Německo, Belgii, Holandsko, Anglii, Skotsko a severní Afriku.
Koncem třicátých a ve čtyřicátých letech Miroslav Šašek ilustroval řadu knih, kreslil karikatury a vtipy do Svobodného slova, Českého slova a Večerníku, byl stálým spolupracovníkem nedělní přílohy Českého slova „Kvítko“, dělal i grafickou úpravu několika týdeníků.  
V roce 1947 odešel Miroslav Šašek s manželkou Jindřiškou (roz. Tumlířovou) do Paříže a začal studovat na Ecole des Beaux Arts. Dokončoval ilustrace pro české vydání Chevallierova románu Zvonokosy a pro české nakladatelství Ladislav Kuncíř začal kreslit turistický průvodce městem pro děti, ale zůstalo jen u přípravných prací. Po převratu v únoru 1948 zvolil emigraci. V Paříži se tři roky zkoušel živit jako grafik a architekt.
V letech 1951–1957 byl Miroslav Šašek zaměstnancem Rádia Svobodná Evropa v Mnichově. Nastoupil jako produkční, ale záhy se stal hlasatelem, hercem, recitátorem i zpěvákem. Ve vysílání používal pseudonym „Setvín“. Pro Svobodnou Evropu kreslil i obrázky na letáky, které byly v 50. letech 20. stol. dopravovány na území Československa pomocí balónů. Spolupracoval také s exilovými časopisy a nakladateli. Pro pobavení spolupracovníků vydávali spolu s Františkem Smrčkem (rozhlasový pseudonym František Tomáš) cyklostylovaný časopis Škorpion. Z téže doby pochází soubor Šaškových koláží – portrétů jeho kolegů z redakce. Šaškova manželka pracovala v redakci Rádia Svobodná Evropa jako asistentka režie. Mezi české emigranty, s nimiž se Šašek v Mnichově setkával, patřili například jeho blízký přítel, spisovatel Jan Čep, nebo bývalý filmový producent Miloš Havel, pro nějž Šašek navrhl interiér restaurace „Zur Stadt Prag “.
Po rozvodu s Jindřiškou strávil Miroslav Šašek v roce 1956 několik měsíců u rodiny Ladislava Čerycha v Bruggách. Na podzim roku 1957 ukončil zaměstnání v RFE a vrátil se do Paříže, k přerušené práci na turistickém průvodci pro děti. V Mnichově měl v tomto roce svou první samostatnou výstavu obrazů. Zahajovala provoz instituce Haus der Begegnung (Dům setkání), která měla sloužit ke kontaktu uprchlíků ze zemí za železnou oponou a místních obyvatel.  
Turistický průvodce pro děti – kniha This is Paris se Šaškovými ilustracemi i textem - vyšla v roce 1959 a odstartovala sérii, která čítala osmnáct knih. Publikace This Is London získala v roce 1959 ocenění deníku New York Times za nejlepší dětskou ilustrovanou knihu, stejně jako This Is New York v roce 1960; za ni autor získal v roce 1961 také ocenění Boys’ Club of America Junior Books Award.
V únoru roku 1961 se Miroslav Šašek oženil s Annou Molkovou, která do rádia Svobodná Evropa přišla se svým prvním manželem Tiborem Molkem a pracovala zde (pod jménem Anka Dušanová) jako hlasatelka. Anna a její syn Pedro Dušan se Miroslavu Šaškovi stali rodinou, za níž se ze svých četných cest do Mnichova vracel, ale i toto manželství se po deseti letech rozpadlo.
Kromě textů a ilustrací je Miroslav Šašek autorem knižních obálek a grafické úpravy řady knih v zahraničí i u nás. V posledních letech života uspořádal také několik výstav svých obrazů.
Před svou smrtí žil Miroslav Šašek v Paříži, zemřel ve Wettingenu u Zürichu u své sestry.

## Dílo
Nejznámější z Šaškova díla je série ilustrovaných turistických průvodců pro děti. První z nich, kniha This is Paris se Šaškovými ilustracemi i textem, vyšla v roce 1959 v nakladatelství Allen v Londýně, brzo poté i v nakladatelství McMillan v New Yorku. Následovaly knihy o Londýně, Římě, New Yorku, Edinburghu, Mnichově, Benátkách, San Francisku, Izraeli, mysu Cape Canaveral, Irsku, Hongkongu, Řecku, Texasu, OSN, Washingtonu D.C., Austrálii a historické Británii. Šašek všechna portrétovaná města i státy navštívil, v každém z nich strávil dva až tři měsíce. Přes den skicoval „v terénu“, večer dokončoval ilustrace, psal texty, koncipoval výslednou podobu knihy. Dokázal unikátním způsobem zachytit atmosféru jednotlivých míst, jejich nejvýznamnější památky i každodenní život s typickými detaily. Zpočátku vycházely vždycky dva Šaškovy průvodce ročně, koncem šedesátých let už s většími časovými odstupy. Poslední z nich, This is historical Britain, je z roku 1974. Neuskutečnily se plány na knížky o Bombaji, Dillí (nabídka Air India), Bermudách, Kanadě (návrh přišel od Canadian Pacific), Riu de Janeiru, Kodani, Stockholmu, Vídni, Amsterdamu…
Knihy ze série This is… byly přeloženy do mnoha jazyků, vycházely ve Francii, Itálii, Německu, Španělsku, jižní Americe, Japonsku i ve Skandinávii v desetitsícových nákladech a ovlivnily celou generaci dětí. Přinesly svému autorovi několik ocenění, čtyři z nich se staly předlohou ke krátkým animovaným filmům: This is Venice (1961), This is Israel (1963), This is New York (?) a This is Ireland (?) (Weston Woods).. Od roku 2003 vycházejí v reedicích, od roku 2013 v češtině.
Motivy z Šaškových ilustrací se objevily na pohlednicích, plakátech a užitkových předmětech. Kromě ilustrovaných průvodců po městech a zemích Šašek vydal další autorské knížky, řadu titulů ilustroval, pro rádio Svobodná Evropa v šedesátých letech pravidelně psal a namluvil fejetony a postřehy ze svých cest po světě.
Méně známá je Šaškova volná tvorba. V padesátých a šedesátých letech namaloval desítky obrazů s motivy městských ulic, přístavů a periferií, portrétů a zátiší. Jejich fotografie se zachovaly v Šaškově pozůstalosti, ale u většiny z nich není známé, kdo je dnes jejich majitelem. V posledních deseti letech svého života se Šašek vracel k ilustracím ze série This is... a některé z nich přenesl na plátno.

##### O autorovi (výběr)
- Ilustrace z cestopisů Miroslava Šaška na výstavě [video]. In: Česká televize [online]. 27. 4. 2017 [cit. 30. 4. 2017]. Dostupné z: http://www.ceskatelevize.cz/ct24/2101259-ilustrace-z-cestopisu-miroslava-saska-na-vystave%5B%5D
- TOTUŠEK, Jaroslav. To je Miroslav Šašek. Dílo světoznámého ilustrátora můžete vidět ve Ville Pellé. In: Lidovky.cz [online]. 29. dubna 2017 8:00 [cit. 30. 4. 2017]. Dostupné z: http://www.lidovky.cz/to-je-miroslav-sasek-dilo-svetoznameho-ilustratora-muzete-videt-ve-ville-pelle-g04-/kultura.aspx?c=A170428_121417_ln_kultura_jto
- ČERNÁ, Olga. Malíře Miroslava Šaška cesta tam a zase zpátky. Host. 2016, roč. 32, č. 9, s. 58–65. ISSN 1211-9938.
- ŠAŠEK, Miroslav. To je M. Sasek. [1. vyd.] [Texty Olga Černá, Pavel Ryška, Martin Salisbury; překlad angl. textů Štěpán Nosek]. Praha: Baobab, 2014. 119 s. ISBN 978-80-87060-94-0.
- SVOBODOVÁ, Barbora. To je Šašek. Art Antiques. 2014, č. 2 (7. 2. 2014), s. 40–42. ISSN 1213-8398.
- TOMEK, Prokop. Tvorba Miroslava Šaška na letácích Svobodné Evropy. Paměť a dějiny: revue pro studium totalitních režimů. 2014, roč. 8, č. 1, s. 124–129. ISSN 1802-8241.
- ČERNÁ, Olga. Kolem světa s Miroslavem Šaškem. Biblio. 2014, roč. 2 (7), [č. 6], červen, s. 24. ISSN 2336-1921.
- RYŠKA, Pavel a ŠRÁMEK, Jan. Šašek se vrací domů: rozhovor s Janem Šrámkem o výtvarníkovi Miroslavu Šaškovi, kterého proslavily portréty světových metropolí. Živel. 2013, č. 37, léto, s. 146–153. ISSN 1212-5644.
- ČERNÁ, Olga. Miroslav Šašek. Revolver Revue. 2012, roč. 27, č. 89, s. 177–194. ISSN 1210-2881.

##### Dílo - cizojazyčné knihy

###### Autorské knihy (ilustrace i text)
- This Is Paris (1959, znovu vydáno 2004, česky To je Paříž 2013)
- This Is London (1959, znovu vydáno 2004, česky To je Londýn 2013)
- This Is Rome (1960, znovu vydáno 2007, česky To je Řím 2014)
- This Is New York (1960, znovu vydáno 2003, česky To je New York, 2015)
- This Is Edinburgh (1961, znovu vydáno 2006, česky To je Edinburg 2019)
- Stone is not Cold (1961, česky Toto není kámen 2016)
- This Is Munich (1961, znovu vydáno 2012, česky To je Mnichov 2016)
- This Is Venice (1961, znovu vydáno 2005, česky To jsou Benátky 2015)
- This Is San Francisco (1962, znovu vydáno 2003, česky To je San Francisco 2018)
- This Is Israel (1962, znovu vydáno 2008; první kniha o celé zemi, česky To je Izrael 2017)
- This Is Cape Canaveral/This Is Cape Kennedy (1963, znovu vydáno pod názvem This Is The Way To The Moon v roce 2009, česky To je cesta na Měsíc 2019)
- This Is Ireland (1964, znovu vydáno 2005, česky To je Irsko 2018)
- This Is Hong Kong (1965, znovu vydáno 2007, česky To je Hongkong 2016)
- This Is Greece (1966, znovu vydáno 2009, česky To je Řecko 2017)
- This Is Texas (1967, znovu vydáno 2006)
- This Is the United Nations (1968)
- This Is Washington, D.C. (1969)
- This Is Australia (1970, znovu vydáno 2009, česky To je Austrálie 2014)
- Mike and the Modelmakers (1970)
- This Is Historic Britain (1974, znovu vydáno pod názvem This is Britain v roce 2008)

###### Ilustrace
- PETIŠKA, Eduard. Die sieben Schlemihle (1950)
- JASHEMSKI, Wilhemina Femmster. Letters from Pompeii (1963)
- COLPET, Max. Zoo ist das Leben - Satierische Verse (ilustrace Horst Lemke a Miroslav Sasek, 1974)

#### Dílo - česky
Knihy Miroslava Šaška v Československu v letech 1949-1989 nesměly vycházet, jako emigrant a zaměstnanec Rádi Svobodná Evropa zde byl nežádoucí osobou.

###### Autorské knihy (ilustrace i text)
- ŠAŠEK, Miroslav. Benjamin a tisíc mořských ďasů kapitána Barnabáše. V Praze: Ladislav Kuncíř, 1947. [29] s.
- ŠAŠEK, Miroslav a HORVÁTH, Juraj, ed. To je Paříž. 1. vyd. Praha: Baobab, 2013. 60 s. Edice To je... ISBN 978-80-87060-69-8.
- ŠAŠEK, Miroslav a HORVÁTH, Juraj, ed. To je Londýn. 1. vyd. Praha: Baobab, 2013. 59 s. Edice To je... ISBN 978-80-87060-73-5.
- ŠAŠEK, Miroslav. To je Řím. 1. vyd. Praha: Baobab, 2014. 60 s. ISBN 978-80-87060-92-6.
- ŠAŠEK, Miroslav. To je Austrálie. 1. vyd. Praha: Baobab, 2013. 61 s. ISBN 978-80-87060-90-2.
- ŠAŠEK, Miroslav. To jsou Benátky. Překlad Jiří Dvořák. 1. vyd. Praha: Baobab, 2015. 59 s. Edice To je... ISBN 978-80-7515-014-1.
- ŠAŠEK, Miroslav. To je New York. 1. vyd. Praha: Baobab, 2014. 60 s. ISBN 978-80-7515-002-8.
- ŠAŠEK, Miroslav. To je Mnichov. Překlad Jiří Dvořák. 1. vyd. Praha: Baobab, 2016. 60 s. Edice To je... ISBN 978-80-7515-040-0.
- ŠAŠEK, Miroslav. To je Hongkong. Překlad Jiří Dvořák. 1. vyd. Praha: Baobab, 2016. 60 stran. Edice To je... ISBN 978-80-7515-039-4.
- ŠAŠEK, Miroslav. Toto není kámen. Překlad Jiří Dvořák. 1. vyd. Praha: Baobab, 2016. 59 nečísl. stran. ISBN 978-80-7515-033-2.
- ŠAŠEK, Miroslav. Londýn: flipbook. Praha: Baobab, 2016. 160 nečísl. stran. ISBN 978-80-7515-028-8.
- ŠAŠEK, Miroslav. New York: flipbook. Praha: Baobab, 2016. 160 nečísl. stran. ISBN 978-80-7515-026-4.
- ŠAŠEK, Miroslav. Paříž: flipbook. Praha: Baobab, 2016. 160 nečísl. stran. ISBN 978-80-7515-027-1.
- ŠAŠEK, Miroslav. To je Řecko. Překlad Jiří Dvořák. 1. vyd. Praha: Baobab, 2017. 64 stran. Edice To je... ISBN 978-80-7515-058-5
- ŠAŠEK, Miroslav. To je Izrael. Překlad Jiří Dvořák. 1. vyd. Praha: Baobab, 2017. 64 stran. Edice To je... ISBN 978-80-7515-059-2
- ŠAŠEK, Miroslav. To je San Francisco. Překlad Jiří Dvořák. 1. vyd. Praha: Baobab, 2018. 64 stran. Edice To je.. ISBN 978-80-7515-082-0
- ŠAŠEK, Miroslav. To je Irsko. Překlad Jiří Dvořák. 1. vyd. Praha: Baobab, 2018. 64 stran. Edice To je... ISBN 978-80-7515-081-3
- ŠAŠEK, Miroslav. To je Cesta na Měsíc. Překlad Jiří Dvořák. 1. vyd. Praha: Baobab, 2019. 64 stran. Edice To je... ISBN 978-80-7515-105-6
- ŠAŠEK, Miroslav. To je Edinburgh. Překlad Jiří Dvořák. 1. vyd. Praha: Baobab, 2019. 64 stran. Edice To je... ISBN 978-80-7515-104-9
- ŠAŠEK, Miroslav. To je Texas. Překlad Jiří Dvořák. 1. vyd. Praha: Baobab, 2020. 64 stran. Edice To je... ISBN 978-80-7515-114-8
- ŠAŠEK, Miroslav. To je historická Británie. Překlad Jiří Dvořák. 1. vyd. Praha: Baobab, 2020. 64 stran. Edice To je... ISBN 978-80-7515-115-5

###### Text
- ŠAŠEK, Miroslav a KACELT, Zdeněk. Benjamín a tisíc mořských ďasů kapitána Barnabáše. [V této úpravě] 1. vyd. Praha: Gamma, 1990. 16 s. Edice Pohádky do kapsy. ISBN 80-900145-1-8. (knihu ilustrovala Zdeňka Krejčová)

###### Ilustrace
- ELSNIC, Ludvík. Výcvik plachtaře. Díl 1, Výcvik začátečníka. 2. dopl. a oprav. vyd. [S 55 obrázky Miroslava Šaška]. V Praze: Česká grafická Unie, 1946. 130 s. Edice Letecká knihovna. [I], Řada odborná a modelářská, sv. 17.

- PAŤHA, Karel. Stačí umět řvát: válečné črty. S obálkou a kresbami Miroslava Šaška. Praha: Zádruha, 1946. 150 s.
- CHEVALLIER, Gabriel. Zvonokosy. Překlad Jaromír Zaorálek. Praha: Ferdinand Holas, 1948
- Má nejmilejší říkadla. 1. vyd. Ilustr. Miroslav Šašek. Praha: Vyšehrad, 1948. [12] s. Edice Dětské knihy Vyšehradu.
- PETIŠKA, Eduard a ŠAŠEK, Miroslav. Sedm Mamlasů. 1. vyd. Praha: Orbis, 1948. 31 s.
- Veselý kalendářík: Lidová řikadla a obrázky Miroslava Šaška. 1. vyd. Praha: Vyšehrad, 1948. [13] s. Edice Dětské knihy Vyšehradu.
- PILAŘ, Jan. Krysař. 2. přeprac. vyd. Ilustr. Miroslav Šašek. Praha: Vyšehrad, 1948. [43] s. Edice Dětské knihy Vyšehradu.
- TOMÁŠ, František. Je sedm hodin středověkého času: Postavy a příběhy ze začátků Svobodné Evropy. 2. vyd. Ilustr. Miroslav Šašek. Praha: Jan Kanzelsberger, 1991. 212 s. Evropská Exilová Edice; Sv. 1.

###### Ilustrace v exilu
- ŠKLÍBOVÁ, Hana. Pohádky. Ilustr. Miroslav Šašek. Mnichov: Sdružení československých politických uprchlíků v Německu, 1953. 55 s. Edice Kamenný erb, sv. 2.
- CLAUDEL, Paul. Images saintes de Bohême = Svaté obrázky české. Překlad Jan Čep. 1. vyd. V Římě: Křesťanská akademie, 1958. 29 s. Edice Vigilie, sv. 9

## Ocenění
- 1960 Award for Excellence Society of Ilustrators
- 1960 Annual National Exhibition, New York
- 1960 The best children books of the year, The New York Times Book Review
- 1961 Junior Book Award of Boys’ Club of America,
- 1961 The Leyton Price, London
- 1962 Schlüssel der Stadt San Francisco,
- 1962 a 1965 Meilleur livre l’anée par Loisirs Jeunes
- 1979 čestný seznam International Board on Books for Young People

## Výstavy
- 1957 Haus der Begegnung, Mnichov
- ? East River Savings Bank, New York
- 1973 Galerie A, Ascona (Švýcarsko)
- 1977 Galerie Dietrich, Mnichov
- 2012 Knihkupectví Baobab, Tábor
- 2013 Tower Bridge, Londýn (reprodukce)
- 2013 České centrum, Moskva
- 2013 Státní výstavní komplex, Nižný Novgorod
- 2014 Galerie Smečky, Praha
- 2014 Fox Gallery, Praha
- 2014 Architekturgalerie, Mnichov
- 2014 Americké centrum, Praha
- 2015 Villa Pellé, Praha (výstava Městosvět)
- 2015 Galerie moderního umění, Roudnice nad Labem
- 2016 Městské muzeum a galerie Polička (výstava Městosvět)
- 2016 Univerzitná knižnica, Bratislava
- 2016 Internationale Jugendbibliothek, Mnichov
- 2017 Villa Pellé, Praha
- 2018 Centrum rozvoje, Česká Skalice
- 2018 Galerie Sirkus, Sušice
- 2018 České centrum, Paříž
- 2018 Glurisuterhuus, Wettingen (Švýcarsko)
- 2019 Východočeská galerie, Pardubice
- 2020 České centrum, Madrid

## Nadace
Dědicové autorských práv k dílu Miroslava Šaška z České republiky, Belgie a Švýcarska založili nadaci, na niž autorská práva převedli. Nadace Miroslava Šaška je vedena u Městského soudu v Praze a byla zapsána 5. října 2011 (IČO 28141601). Ve svém statutu si stanovila mimo jiné úkol podporovat šíření díla Miroslava Šaška ve světě, podporovat vydávání kvalitních knih pro děti a mládež, podporovat mimoškolní výchovu a vzdělávání a participovat na nich či podporovat a pořádat stáže, semináře, dílny a workshopy.